# Dimorphocalyx beddomei
Espèce
Synonymes
- Trigonostemon beddomei (Benth.) N.P.Balakr.[1]
- Tritaxis beddomei Benth.[1]

Statut de conservation UICN

 EN B1+2c : En danger
Dimorphocalyx beddomei est une espèce de plantes à fleurs de la famille des Euphorbiaceae trouvée en Inde.
Selon Plants of the World Online, le nom est synonyme de Tritaxis beddomei.

## Publication originale
- Kew Bulletin 23: 124. 1969.